# 낵

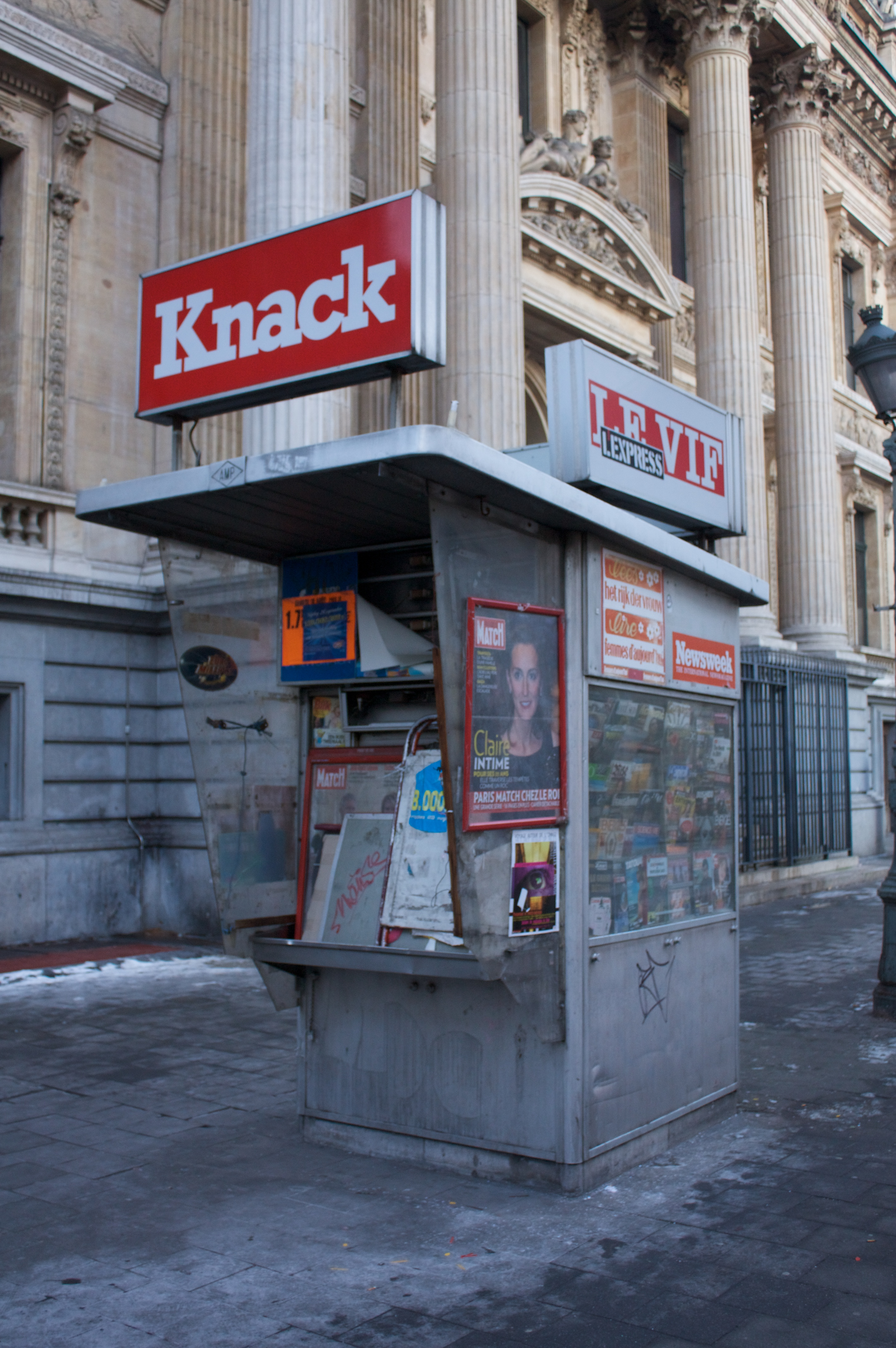
2009년 낵을 판매하는 가판대의 모습

낵(Knack)은 네덜란드어로 발행되는 벨기에의 주간 뉴스 잡지로 지역 뉴스, 정치, 스포츠, 경제, 직업 및 커뮤니티 이벤트 등 다양한 주제를 다룬다.

## 역사
낵은 1971년 벨기에의 첫 네덜란드어 신문 잡지로 창간되었다. 타임, 뉴스위크, 슈피겔, 렉스프레스(L'Express) 등을 모델링해 만들어졌다. 낵은 진보 성향의 잡지이다.
잡지의 소유주는 룰라르타 미디어 그룹이며, 잡지의 본사는 브뤼셀에 위치해 있다. 매주 수요일에 발행된다. 프랑스어를 사용하는 플랑드르 지역의 프랑스어 뉴스 신문인 르 비프/렉스프레스와 비슷한 역할을 하고 있다.
낵은 낵 위켄드, 포커스 낵, 월간 대안 뉴스 잡지 몬디알 니우스 등 증보판을 지니고 있다. 2010년부터는 르 비프/렉스프레스와 함께 건강을 다루는 "T'chin"을 발행한다.

## 판매량
1998년에는 123,924보의 판매고를 올렸으며, 이듬해에는 126,303장을 기록했다. 2001년에는 14만 4천보를 판매하였다. 2006년과 2007년 동안에는 14만 2천장이 팔렸으며, 그 다음해에는 141,678장이 판매됐다. 2009년 첫 분기에 141,361장, 2010년은 112,928장, 2011년은 110,423장, 2012년 103,298장, 2013년 104,542장이 판매됐다.